# 馬廠站 (青縣)
马厂站是一个京沪线上的铁路车站，位于河北省青县马厂镇，建于1910年，目前为四等站，邮政编码为062650。目前客运 ：不办理旅客乘降；不办理行李、包裹托运；货运：办理整车货物发到；不办理危险货物发到。